# 982 Franklina
982 Franklina là một tiểu hành tinh bay quanh Mặt Trời.